# Pavlo Riabikine
Pavlo Riabikine (né le 6 juin 1965 à Kiev  est un homme d'État ukrainien. Il fut ministre des Industries stratégiques du Gouvernement Chmyhal.

## Biographie
Il a été élu aux IIIe, IVe et VIIe Rada d'Ukraine.
Il remplace Oleh Ourousky comme ministre de l'industrie et est nommé ambassadeur de l'Ukraine en Chine.